# Sainte-Osmane

Sainte-Osmane este o comună în departamentul Sarthe, Franța. În 2009 avea o populație de 195 de locuitori.